# Palazzo Bargellini Panzacchi
Il Palazzo Bargellini Panzacchi è un edificio storico situato in via Santo Stefano a Bologna, in Emilia-Romagna.

## Storia e descrizione
La facciata, rimaneggiata in tempi recenti, conserva capitelli del portico cinquecentesco. Nell'interno si trova un grandioso scalone di Alfonso Torreggiani, eretto nel 1732, quando Lorenzo Panzacchi trasformò l'intero edificio.